# 徳島県立文学書道館
徳島県立文学書道館（とくしまけんりつぶんがくしょどうかん）は、徳島県徳島市中前川町にある文学館。

## 概要
徳島ゆかりの文学者・書家による文学・書道の作品が展示されている。2002年10月開館。館長は徳島新聞社文化部記者、社会部記者、共同通信社文化部（出向）、文化部長、論説委員長などを歴任した富永正志（2014年4月～）。愛称は言の葉ミュージアム。
隣接して徳島市徳島中学校、明王寺がある。

## 施設
- 1階
  - ギャラリー
  - 特別展示室
  - 図書閲覧室
- 2階
  - 講座室
  - 実習室
- 3階
  - 文学常設展示室
  - 書道美術常設展示室
  - 瀬戸内寂聴記念室
  - 収蔵展示室

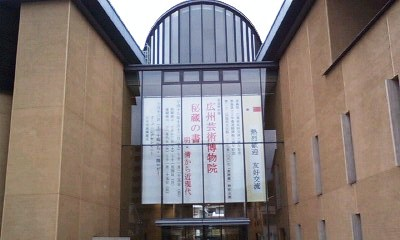
エントランス上部
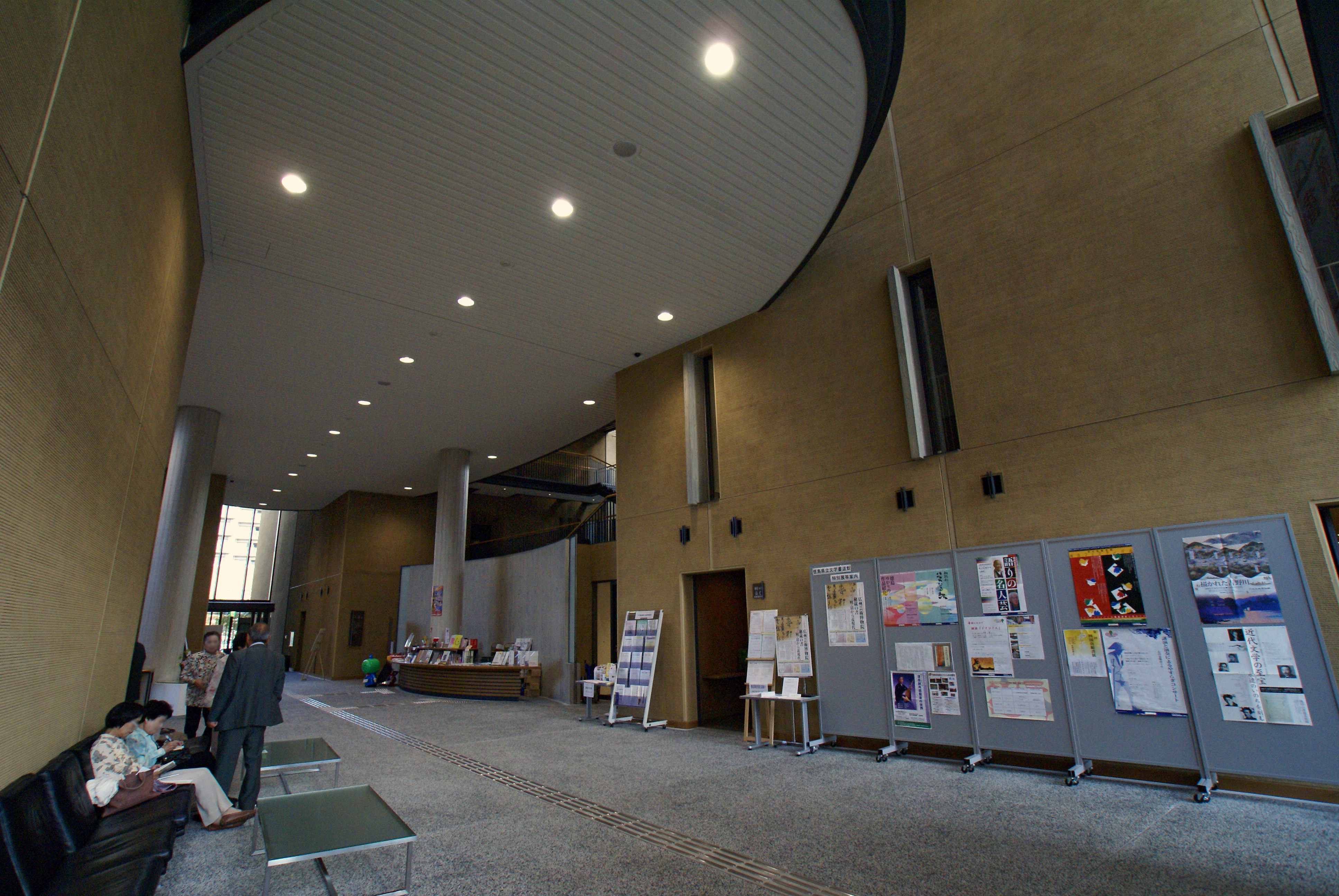
1Fエントランスロビー
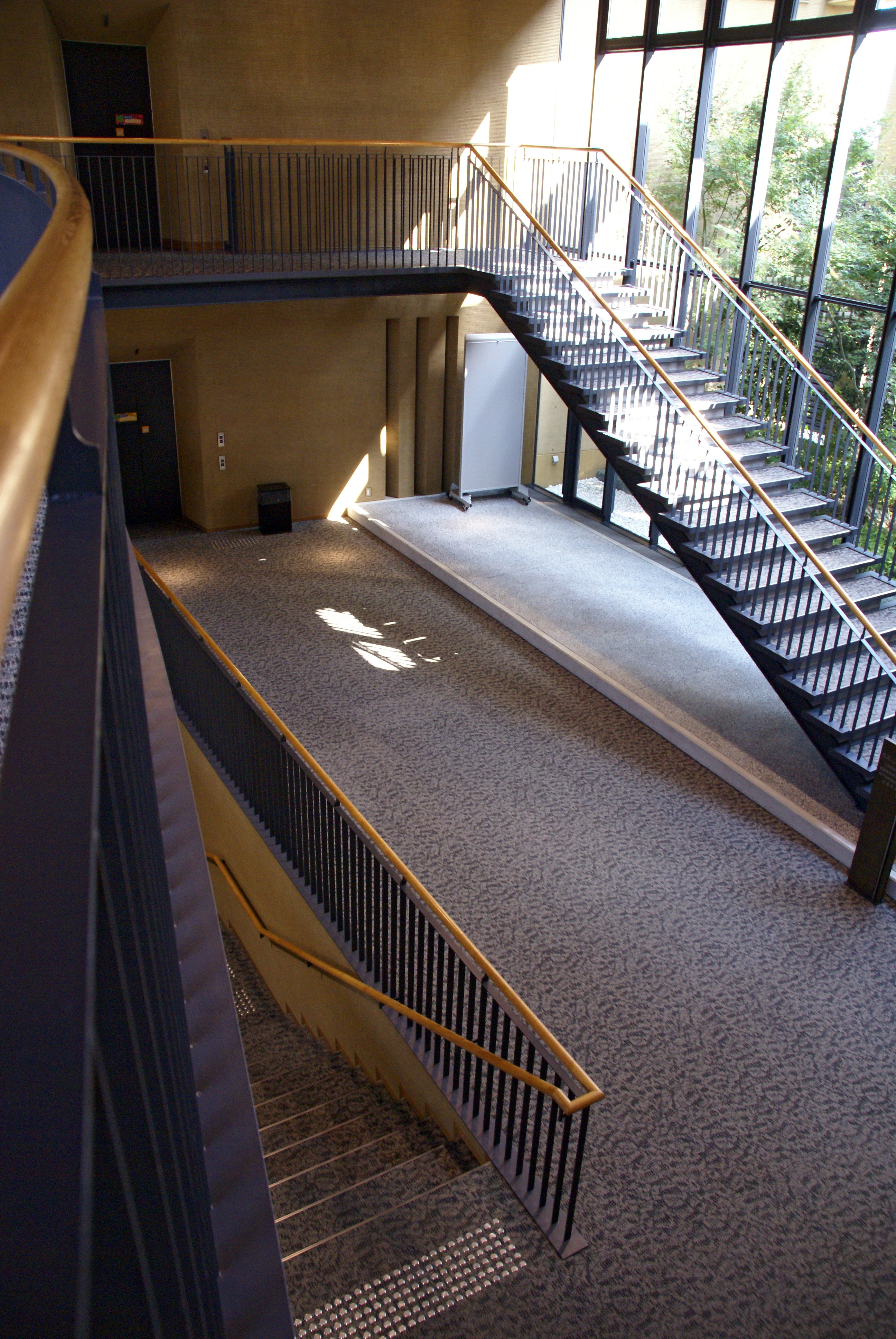
2F-3F階段
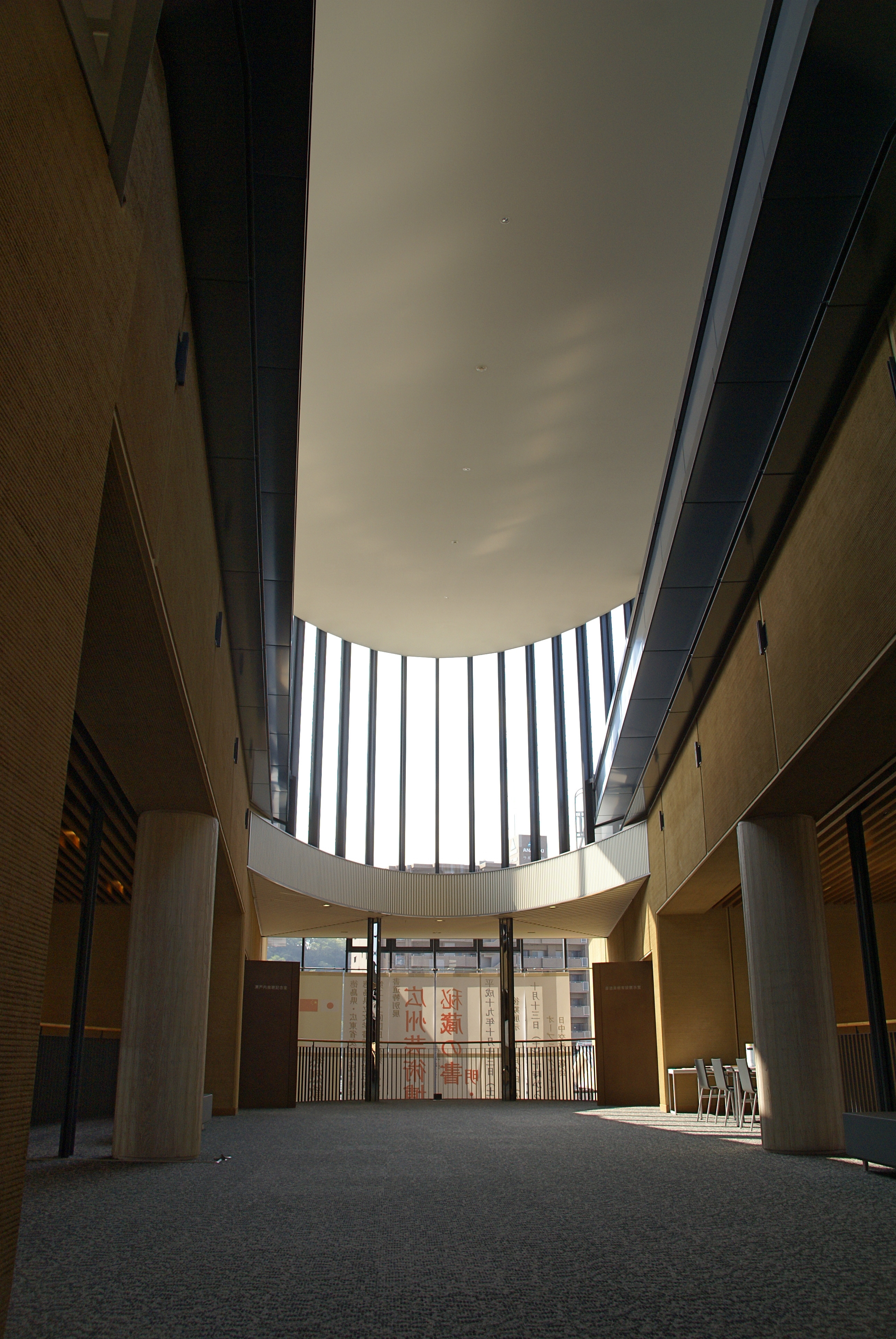
3Fホール
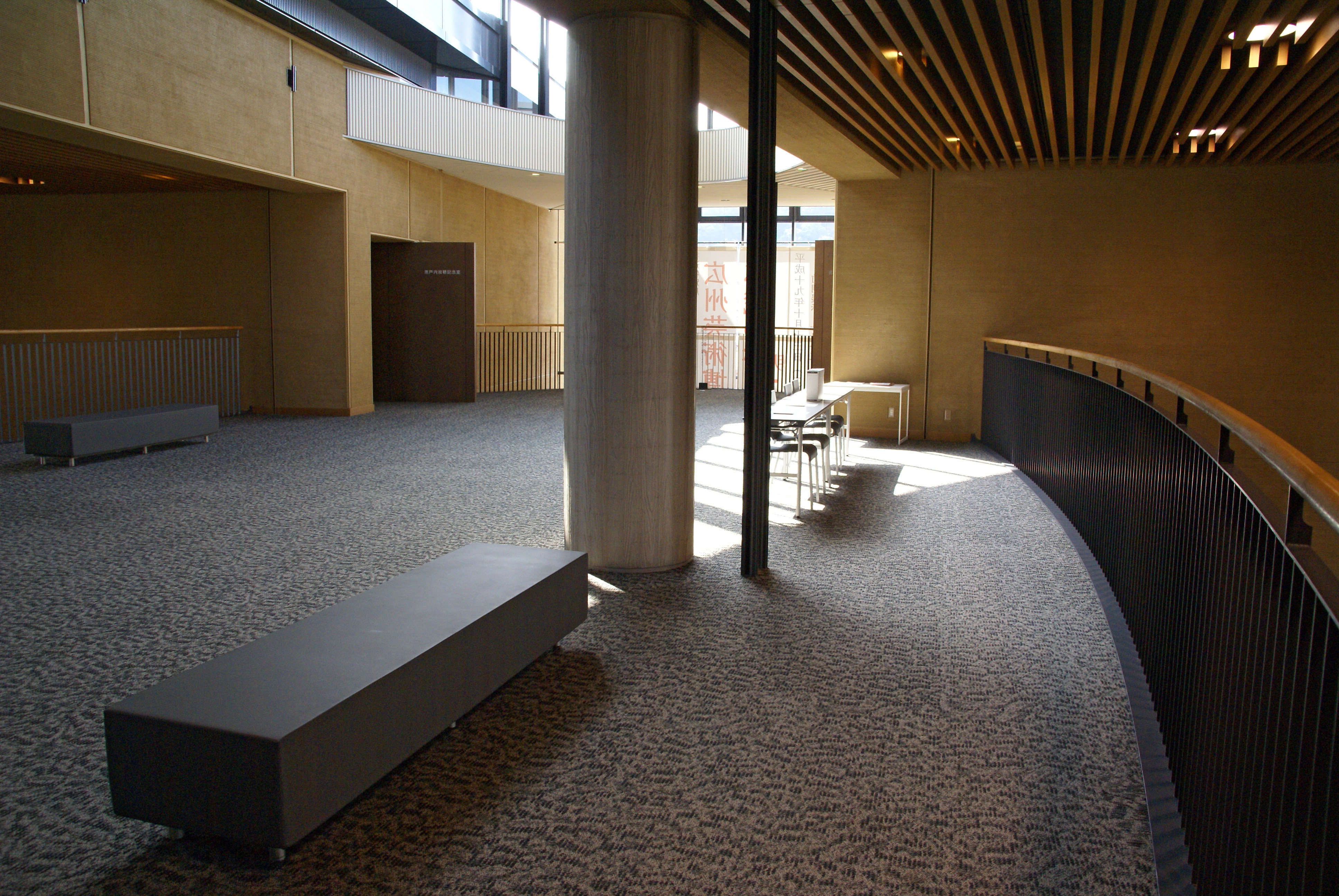
3Fホール

## 主な収蔵作品作家
それぞれ、50音順で記述。

### 文学
- 荒正人
- 生田花世
- 井上羽城
- 井上勤
- 今枝蝶人
- 海野十三
- 悦田喜和雄
- 逢坂藍水
- 賀川豊彦
- 貴司山治
- 木本正次
- 小西英夫
- 佐古純一郎
- 佐野まもる
- 鈴木漠
- 瀬戸内寂聴
- 武原はん
- 佃實夫
- 中野好夫
- 新居格
- 野上彰
- 橋本夢道
- 富士正晴
- 北條民雄
- 保科千代次
- 松永周二
- 三田華子
- ヴェンセスラウ・デ・モラエス (Wenceslau de Moraes)
- 森内俊雄

### 書道
- 泉智等
- 閑々子
- 小坂奇石
- 柴秋邨
- 柴野栗山
- 都郷鐸堂
- 鉄復堂
- 中林梧竹
- 貫名菘翁
- 村瀬栲亭

## 利用情報
- 開館時間 - 9:30〜17:00
- 休館日 - 月曜（休日の場合は火曜）、年末年始
- 所在地 - 〒770-0087 徳島県徳島市中前川町二丁目22番地1

## 交通
- JR徳島駅より、徒歩で約15分[1]。